# Frank Govers

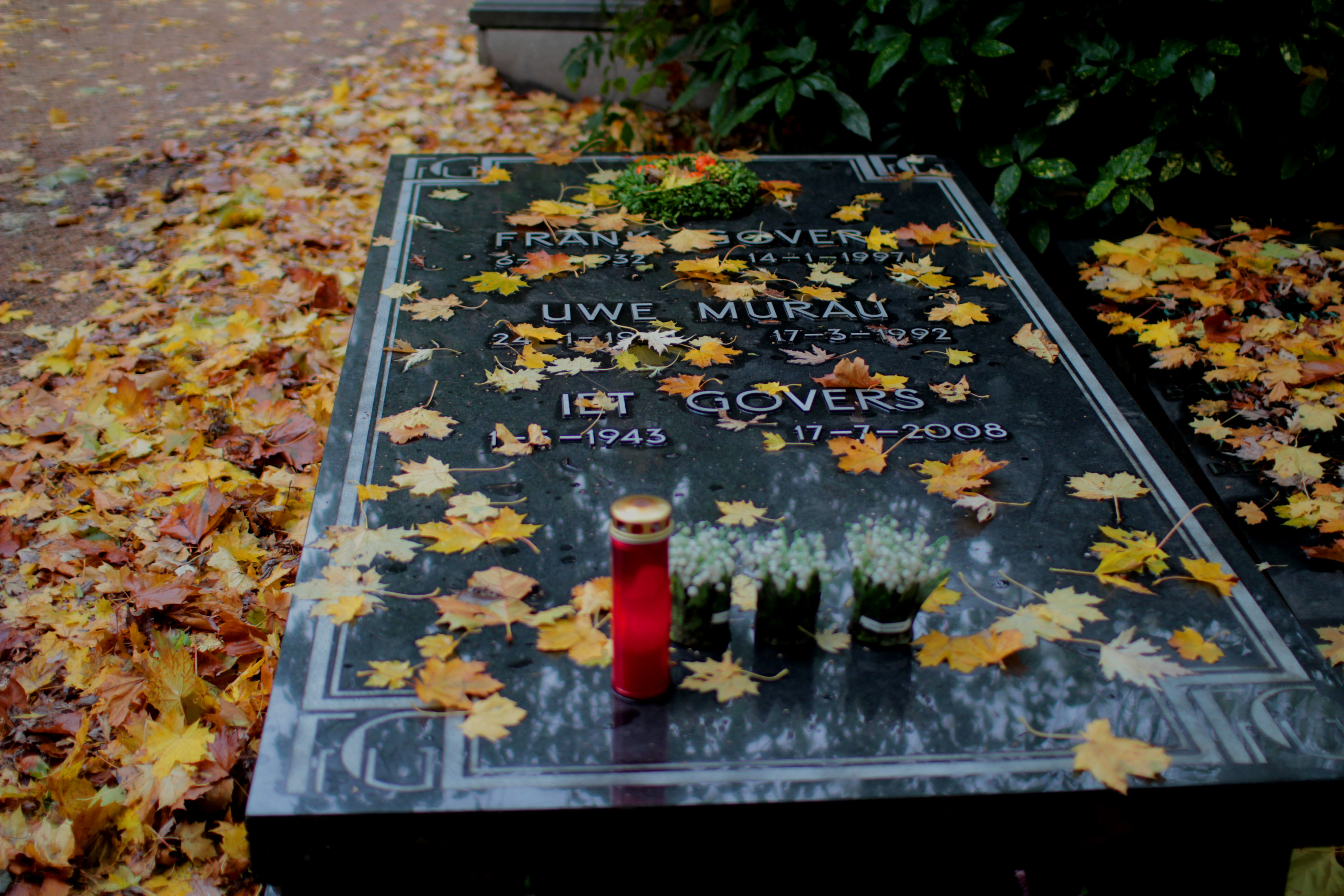
Graf Govers-Murau-Govers (Foto: 2012)

Franciscus Petrus Adrianus (Frank) Govers (Tiel, 6 maart 1932 – Amsterdam, 14 januari 1997) was een Nederlandse modeontwerper.

## Biografie
Hij was zoon van Adrianus Josephus Govers en Petronella Koppens. Govers werd geboren in Tiel, waar zijn ouders een schoenenzaak dreven. Na het bezoeken van een modeshow in Wassenaar van de Franse couturier Jacques Fath, wist Govers dat hij modeontwerper wilde worden.
Aanvankelijk was Govers van 1949 tot 1956 werkzaam als etaleur in Eindhoven en 's-Hertogenbosch, onderbroken door zijn dienstplicht. Vanaf 1956 werkte hij als etaleur in Amsterdam. In 1959 opende hij daar met kleermaker Jan Kamphuis het couturehuis Kamphuis Govers Couture maar deze onderneming moest in 1964 vanwege schulden zijn deuren sluiten. In de tweede helft van de jaren 60 raakte Govers geïnspireerd door de hippies die een eigen mode hadden met kleding uit India, jassen uit Afghanistan, omslagdoeken met franjes en kwasten, en etnische sieraden. In 1974 begon hij opnieuw met couture, gekenmerkt door uitbundige kleuren, overdadig stofgebruik en veel borduursels. Door licentieverdragen met een parfumfabriek en met dames- en herenkledingfabrikanten had zijn couturehuis een goede financiële basis.
Govers was op zijn beurt een voorbeeld voor de ontwerpers die de bohemienne chic van de jaren 70 perfect wisten te verbeelden in ingenieuze ontwerpen.
In de jaren 80 liet Govers zich inspireren door de Parijse mode waarin op dat moment alles groot en wijd was. Govers paste dit toe in kleding die hij ontwierp voor podiumartiesten. Violiste Emmy Verhey ging nooit het podium op zonder zijn kleding. Govers was rond 1990 boegbeeld in de televisiereclames van wasmiddel Robijn intensief, met de zinsnede: "Trouwens, mooie blouse heb je aan. Nieuw?" Zijn assistente in de spots was actrice Anja Winter. Die serie reclames waarin om beurten Sophie van Kleef, Sheila de Vries en Govers te zien waren, won in 1987 een Effie.
In 1995 nam hij in de Amsterdamse Beurs van Berlage afscheid als couturier met een laatste modeshow ("The Power of Style"). Aan het einde van deze avond kreeg hij een Koninklijke onderscheiding opgespeld door burgemeester Patijn van Amsterdam. In 1995 presenteerde hij ook zijn boek Mijn leven in mode. In een interview uit die tijd zei Govers over zichzelf "Ik pretendeer haute couture te maken en geen prêt-à-porter. Ik hoef mijn jurken niet met veel geschut te laten zien, want ik heb een trouwe klantenkring die mijn talent waardeert."
Govers overleed op 64-jarige leeftijd in het Onze Lieve Vrouwe Gasthuis in Amsterdam aan een zeldzame vorm van lymfeklierkanker. Frank Govers werd begraven op begraafplaats Zorgvlied. Aldaar ligt een grafsteen met drie namen, Frank Govers, Iet Govers (zijn jongere zus) en Uwe Murau. Peter Uwe Murau (Gilgenburg, 1944 - Amsterdam, 1992) was edelsmid. Govers en Murau waren achtentwintig jaar privé en zakelijk partners. Murau overleed in het Slotervaartziekenhuis en werd gecremeerd op Westerveld. 

## Tentoonstellingen (selectie)
- 1988 - Centraal Museum, aanwinstenopstelling Frank Govers[6]
- 1994 - Gemeentemuseum Den Haag, Frank Govers. Haute Couture 1960-1995[7]

## Onderscheidingen
- 1992 - Max Heijmans-Ring

## Media

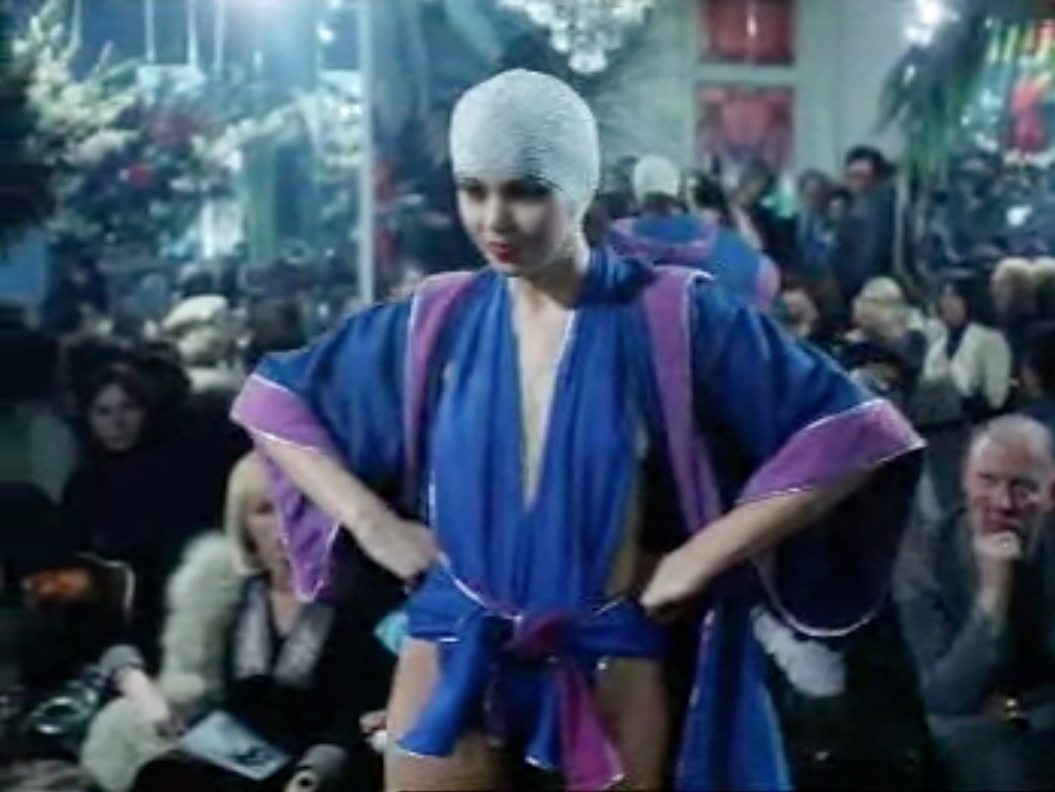
Uit de zomercollectie (1977) van Frank Govers
- Bioscoopjournaal uit 1962 over een modeshow met beelden van "de jonge modeontwerper Frank Govers".

- Biografisch Portaal: 98167485
- International Standard Name Identifier: 0000 0003 8935 2231
- Nederlandse Thesaurus van Auteursnamen: 141594993
- RKD-Nederlands Instituut voor Kunstgeschiedenis: 33084
- Union List of Artist Names: 500629495
- Virtual International Authority File: 282733844
- WorldCat: E39PBJbGW9m38YvGXyCg6Pj3cP